# Miroslav Patrik
Miroslav Patrik (* 1963 in Michalovce, Tschechoslowakei) ist ein tschechischer Geologe und  Umweltaktivist.

## Leben
Miroslav Patrik studierte Geochemie und Lagerstättenkunde an der Masaryk-Universität in Brno. Im Jahr 1989 war er Mitbegründer der Bürgervereinigung Děti Země (Kinder der Erde) und ist derzeit deren Vorsitzender. Der Verein beschäftigt sich mit Verkehr als Umweltproblem und setzt sich systematisch für nachhaltige Verkehrsangebote ein. Miroslav Patrik interveniert aktiv in die Entscheidungsprozesse großer Verkehrsstrukturen, kämpft für die Möglichkeit von mehr Bürgerinnenbeteiligung an Verkehrsprojekten und ist als Umweltberater tätig.
Zentrale Handlungsfelder von Patrik sind u. a. Aufdeckung und Kritik von Verfahrensmängeln beim Bau der Autobahn D 8 (analog auf deutscher Seite: A 17) durch das Böhmische Mittelgebirge, die sich auch in Umweltschutzaktionen ausdrücken. Er bewertet die Entscheidungen und die Entscheidungsfindung zu diesem Bauvorhaben als illegal und strengte entsprechende Klagen an. Durch seine Interventionen hat sich der Bau der D 8 verlangsamt. Sein Vorschlag, die D 8 im Bereich des naturgeschützten Teils des Böhmischen Mittelgebirges durch einen Tunnel zu führen, wurde abgelehnt.
Im Dokumentarfilm Dal nic über den Autobahnbau der D 8 des Soziologen und Regisseurs Ivo Bystřican tritt auch Miroslav Patrik mit seinen Argumenten auf.
Miroslav Patrik ist im Rahmen von Děti Země Koordinator landesweiter Aktivitäten des Vereins wie Den bez aut (Autofreier Tag), Ropák roku und Zelená perla (Die grüne Perle):
- Der Ropák roku ist ein Anti-Award für die umweltfeindlichste Tat des Jahres in Tschechien. Im Jahr 2014 ging dieser an Staatsoberhaupt Miloš Zeman für den Bau des Donau-Oder-Elbe-Kanals.[7]
- Die Zelená perla (Die grüne Perle) ist ebenfalls ein Anti-Award, und zwar für das dümmste anti-ökologische Zitat bzw. den Umweltschutz abwertende Zitat des Jahres in der Öffentlichkeit Tschechiens. Der erste und dreifache Gewinner der Zelená perla ist Václav Klaus (1995, 2005 und 2007), neoliberaler Politiker und ehemaliges tschechisches Staatsoberhaupt. Klaus ist dafür bekannt, dass er die globale Erwärmung nicht als Folge menschlicher Aktivitäten auf der Erde betrachtet, sondern als ungefährliches Naturereignis. Er bezeichnete den Umweltschutz als „Öko-Terrorismus“, u. a. in seinem Buch „Blauer Planet in grünen Fesseln“, und behauptete, die Ökologie sei keine Wissenschaft, sondern eine Modeerscheinung bzw. eine Ideologie. Die erste Zelená perla errang Klaus für ein Zitat, das er am 24. April 1995 in der Aula der Palacký-Universität von Olomouc getätigt hat: „Ökologie ist keine Wissenschaft. Mit Wissenschaft hat das nichts gemein. Es ist eine Ideologie.“[8][9][10]

## Veröffentlichungen
Miroslav Patrik veröffentlichte in einer Reihe von Zeitschriften, wie A 2, Sedmá generace, Literární noviny u. a.
Miroslav Patrik veröffentlichte diverse Publikationen zu Verkehrs- und Umweltthemen bzw. gab diese heraus, Auswahl:
- Miroslav Patrik (Hg.): Traffic policy in Europe from the NGOs point of view : proceedings of the international conference of NGOs held in Prague, October 27 - 29, 1991 / Children of the Earth. Prag 1992, ISBN 80-901355-1-X
- Miroslav Patrik (Hg.): Dopravní politika v Evropě z pohledu nevládních organizací, Praha 1992, ISBN 80-901355-0-1 (dt. „Verkehrspolitik in Europa in Bezug auf Nicht-Regierungsorganisationen“)
- Miroslav Patrik (Hg.): Doprava, životní prostředí a politika, Brno 1993, ISBN 80-901339-2-4 (dt. „Verkehr, Umwelt und Politik“)
- Miroslav Patrik, Miroslav Šuta: Aby se ve městě dalo dýchat, Ekologický institut Veronica, 2010, ISBN 978-80-87308-02-8 (dt. „Um in der Stadt zu sein, musste man einatmen“)